# 阿肆
阿肆（1989年7月4日—），上海人，中国大陆原创女歌手，歌曲风格主要为民谣、流行。

## 生平
2010年，阿肆以“放肆的肆”为名注册了豆瓣音乐人小站并发布了多首自己创作的歌曲，风格轻松且天马行空，在豆瓣上备受关注。
2011年，推出个人单曲《我在人民广场吃炸鸡》，并因为这首歌曲开始收获广泛的知名度。同年，获得“阿比鹿音乐奖”最佳民谣音乐人。
2012年，阿肆签约摩登天空公司。
2013年，推出首张个人音乐专辑《预谋邂逅》。同年获得“第六届音乐风云榜新人盛典”最佳民谣歌手。
2014年，参加中国好歌曲第二季，凭借《我在人民广场吃炸鸡》获得“第21届东方风云榜颁奖盛典”十大金曲奖。
2015年，在苏州、合肥、南京、上海举办“好肆初见”四城肆听会。
2016年，发行创作专辑《我愚蠢的理想主义》。
2017年7月20日，专辑《我愚蠢的理想主义》获得“首届唱工委CMA音乐颁奖盛典”最佳专辑设计奖。
2018年1月17日，单曲《世界上的另一个我》获得“硬地围炉夜·2017网易云音乐原创盛典”十大热门单曲奖。
2019年，為中國屈臣氏蒸餾水創作廣告歌曲《热爱105°C的你》，節奏輕快且洗腦，於2021年在抖音爆紅，多位知名藝人、網紅接連翻唱，引起廣大熱潮。

## 艺名由来
阿肆谈过自己艺名的由来：“4是我的幸运数字，我的生日、学号、寝室号和床号甚至高考成绩中都含有4这个数字，所以叫‘阿四’。后来在豆瓣注册时，觉得‘阿四’太简单了改成了‘放肆的肆’，感觉这个名字才够霸气！只有玩音乐的时候，‘阿肆’才存在。”

## 音乐作品

### 单曲
- 《我在人民广场吃炸鸡》（2011年）
- 《我为什么在人民广场吃炸鸡》（2014年）
- 《直到你降临》（2015年）
- 《生来不安分》（2015年）
- 《嘿！关于爱》（2015年）
- 《若你爱上油麻地》（2016年）
- 《去你的撩妹即正义》（2017年）
- 《世界上的另一个我》合唱歌手：郭采洁（2017年）
- 《喜欢》（2017年）
- 《Call Me》（2018年）
- 《洗头时哼的歌》（2018年）
- 《起床歌》（2018年）
- 《仰世而来》（2018年）
- 《即刻启程》（2018年）
- 《关于爱》（2019年）
- 《热爱105°C的你》（2019年）

### 专辑
《预谋邂逅》（2013年）
- 《Get Up》
- 《有女朋友别忘了请我吃饭》
- 《预谋邂逅》
- 《Itinerary》
- 《缺乏》
- 《紫卿》
- 《我在人民广场吃炸鸡》
- 《微凉的心跳》
- 《浮光掠影》
- 《睡前故事》

《我愚蠢的理想主义》（2016年）
- 《Kick Ur Ass》
- 《不想回家》
- 《致姗姗来迟的你》合唱歌手：林宥嘉
- 《知名不具》
- 《若你爱上油麻地》
- 《不破》
- 《我愚蠢的理想主义》
- 《嘿，关于爱》
- 《最失眠》
- 《所幸》